# 孟祥青
孟祥青（1961年—），陕西宝鸡人，中国人民解放军国防大学教授，曾任国防大学战略研究所所长，主要从事国际战略和国家安全战略问题研究。中国人民解放军少将军衔。

## 生平
1979年，从铁道部建厂局宝鸡铁中毕业，考入中国人民大学国际政治系。1983年毕业后入伍，在第38集团军服务。1985年，到中国人民解放军国防大学世界经济政治教研室任教员。
曾在中央电视台、中央人民广播电台担任特邀嘉宾，出版有多部著作。